# RENA (モデル)
RENA（レナ、8月18日 – ）は、日本の女性ファッションモデル、タレント、司会、ビデオジョッキー。ネイムマネジメント所属。

## 来歴
兵庫県神戸市出身。MTVのVJを初めとし、ファッションモデルやタレント、司会など幅広く活動中。

## 人物
- 父親がインド人で母親が日本人。日本語と英語のバイリンガル。
- 女優・歌手の笹本玲奈とは親戚にあたる。（笹本玲奈オフィシャルブログより）

## 出演

### CM
- アサヒビール『新生』
- 東京ジョイポリス
- キユーピーマヨネーズ
- モスバーガー
- ケンタッキーフライドチキン

### TV
- World chart express（MTVジャパン）
- Download chart top 10（MTVジャパン）
- MTV SCREEN（MTVジャパン）
- MTV M-SIZE（MTVジャパン）
- MTV News（MTVジャパン）
- US TOP 20（ABC）
- VERITa（MBS）
- 英語でしゃべらナイト（NHK）
- 第36回NHK上方漫才コンテスト（NHK）
- ワールドプレミアムライブ（NHK）
- バリサン（関西テレビ）
- ゴルフ武勇伝
- 女神系GOLF（テレビ朝日、2008年10月 - 2009年3月）
- 地球テレビ エル・ムンド（NHK BS1） - ナビゲーター（月曜日担当）
- 未来世紀ジパング（テレビ東京、2014年2月17日）

### ラジオ
- 大人のロックR40 (InterFM)
- AMERICAN EXPRESS presents RELAXING MOMENTS (J-WAVE)

### MC
- MTV JAPAN各種イベント
- Stacie Orrico ショウケースライブ
- 神戸コレクション 2006, 2007, 2008
- M.A.C. VIVAGLAM
- Diesel Fashion Show
- OAKLEY THUMP
- Tommy Hilfiger
- Cartier LOVE
- LIPTON BOA Premium LIVE
- Summer Sonic 2003, 2004, 2005
- Sonic Mania 2003, 2004, 2005

### 広告
- OAKLEY (Uniquely Oakley)
- MIZUNO

### 雑誌
- GLAMAROUS （講談社）
- Regina （ALBA）

### ウェブ
- MTV RENA's Beauty Report （MTV JAPAN）